# Feira Mundial de Nova Iorque de 1939–40
Organizada no Flushing Meadows-Corona Park, a Feira Mundial de Nova Iorque de 1939-40, de cunho futurista, permitiu que os visitantes olhassem "O mundo de amanhã."  
| “ | Os olhos da feira estão no futuro - não no sentido de perscrutar para o desconhecido nem da tentativa prever os eventos do amanhã e a forma das coisas do porvir, mas no sentido de apresentar uma ideia nova e mais desobstruída de hoje à vista de amanhã; uma ideia das forças e ideias que prevalecem assim como as máquinas. A seus visitantes a feira dirá: " Estão aqui os materiais, as ideias e as forças no trabalho em nosso mundo. Estas são as ferramentas com que o mundo do amanhã deve ser construído. Tudo é interessante e muito esforço foi gasto para colocá-los antes de você de uma maneira interessante. A familiaridade com hoje é a melhor preparação para o futuro. | ” |

Participaram da feira diversos países, incluindo o Brasil, representado em seu pavilhão projetado por Lucio Costa e Oscar Niemeyer. Aproximadamente 44 milhões de pessoas compareceram às suas exibições em duas temporadas.

## A Grande Depressão
Em 1935, no auge da Grande Depressão, um grupo de policiais de Nova Iorque aposentados decidiu criar uma exposição internacional para levantar a cidade e tirar o país da depressão. Pouco depois, deram forma à Corporação da Feira de Nova Iorque, cujo escritório ocupou um dos andares mais altos do Empire State Building. O NYWFC elegeu Grover Whalen como o presidente de seu comitê.
Durante quatro anos, o comitê planejou, construiu e organizou a feira e suas exibições, com diversos países participando para criar o maior evento internacional desde a Primeira Guerra Mundial.
Uma vez que a finalidade principal da feira era levantar os espírito de América e conduzir um negócio tão necessário a Nova Iorque, igualmente sentiu-se que deveria haver uma associação cultural ou histórica. Decidiu-se assim que a abertura seria no 150º aniversário de George Washington como Presidente dos Estados Unidos.
O administrador dos Parques de Nova Iorque, que trabalhava junto ao comitê do evento, viu no Queens um terreno de aterro que poderia ser utilizado para feira, já com o objetivo de passado o evento transformar o espaço em parque: o Flushing Meadows-Corona Park, que atualmente é o segundo maior parque da cidade.

## A abertura
A feira teve uma grande abertura, em 30 de abril de 1939, com a visitação de cerca de 200 000 pessoas.
A data abril de 30 coincidiu com o aniversário do início de mandato de George Washington como o presidente do país. Embora muitos dos pavilhões e outros serviços não estivessem completamente concluídos para a abertura, esta se deu com pompa e grande celebração. O presidente Franklin D. Roosevelt fez o discurso da abertura da feira.

## Exibições
Uma das primeiras exibições foi a cápsula do tempo da Westinghouse, projetada por George E. Pendray, que não devia ser aberta até 6939 d.C.. A cápsula de tempo foi um tubo com escritos de Albert Einstein e de Thomas Mann, cópias do compartimento da vida, uma boneca kewpie, um dólar, um maço de cigarros Camell, milhões das páginas de texto em microfilme, e muito mais. A cápsula continha ainda sementes de alimentos comuns à época: trigo, milho, aveia, tabaco, algodão, linho, arroz, soja, alfalfa, beterrabas, cenouras e cevada, todos em tubos de vidro. A cápsula do tempo se situa a  40°44 no ″ N do ′ 34.089, 73°50 ″ W do ′ 43 842, em uma profundidade de 50 pés. Uma pequena placa de pedra marca a posição.
Outra instalação incluiu um apontador de lápis aerodinâmico, um carro futurista para cidade apresentado pela GM e as primeiras televisões. Havia igualmente um globo/planetarium enormes situado perto do centro da feira.
A exposição no pavilhão de URSS incluiu a cópia tamanho real do interior da Estação de Mayakovskaya do metrô de Moscow. Ao autor do projeto da estação, Alexey Dushkin, foi concedido o grande prêmio da feira de Nova Iorque.
O pavilhão judaico de Palestina introduziu o mundo ao conceito de um estado judaico moderno, que uma década mais tarde se transformaria em Israel. O pavilhão apresentou em sua fachada uma escultura monumental de cobre martelado.
Embora os Estados Unidos ainda não estivessem envolvidos na Segunda Guerra Mundial até o final de 1941, os pavilhões serviram como uma janela para os problemas no além mar. Os pavilhões da Polônia e da Checoslováquia, por exemplo, não reabriram para a estação 1940. Em 4 de julho do mesmo ano, dois oficiais do departamento da polícia de Nova Iorque foram mortos por uma explosão ao investigar uma bomba que saiu do pavilhão britânico.

### Pavilhão de Portugal

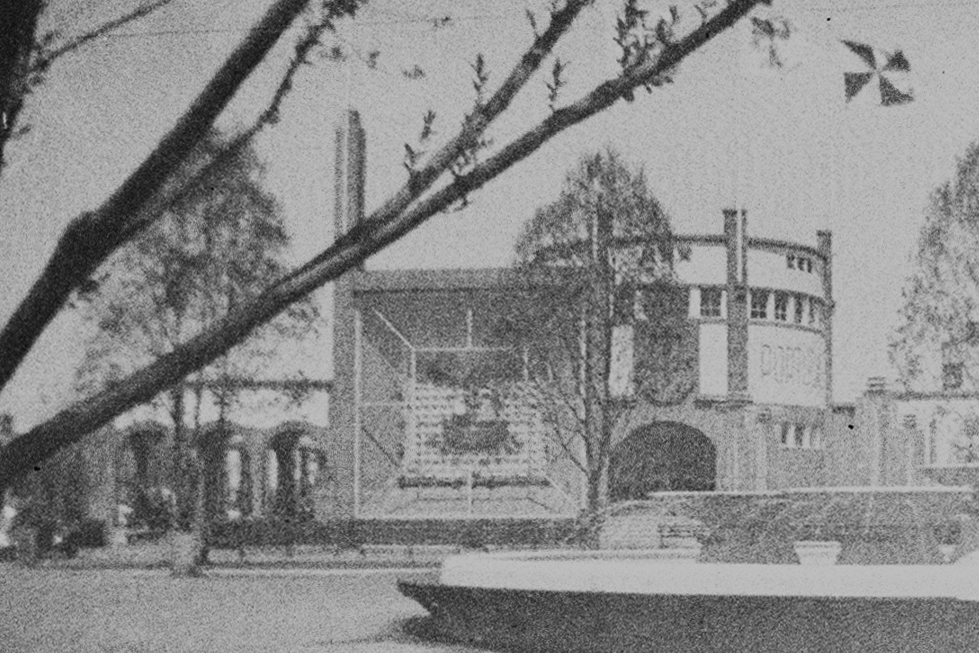
Pavilhão de Portugal

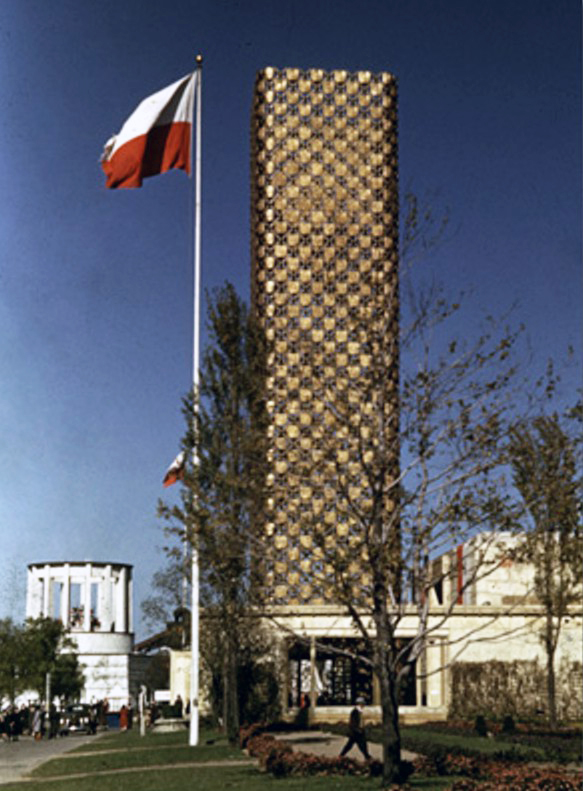
Pavilhão Polonês

O comissariado esteve a cargo de António Ferro, que escolheu Jorge Segurado para a realização do projeto de arquitetura. O pavilhão teve a colaboração da equipa de decoradores do SPN formada por Fred Kradolfer, Carlos Botelho, Bernardo Marques, José Rocha, Paulo Ferreira, Emmerico Nunes e Tom (a mesma que decorou o Pavilhão de Portugal projetado por Keil do Amaral para a Exposição Internacional de Paris, 1937). Foram ainda apresentadas obras de outros autores, entre os quais: António Soares, Jorge Barradas, Estrela Faria, Canto da Maia, Leopoldo de Almeida, Álvaro de Brée, Barata Feyo, Ruy Gameiro, etc.

## Temas e zonas
A feira foi temática. Foi dividida em "diferentes zonas" (a zona de transporte, as comunicações, zona dos sistemas empresariais, a zona do alimento, a zona do governo, etc.). Cada estrutura erigida nos recintos de diversão foi extraordinária (no sentido de “fora do comum”), e muitos deles eram experimentais. Os arquitetos foram incentivados por seus patrocinadores ou pelo governo a serem criativos, energéticos e inovativos. Os projetos, os materiais e o mobiliário novos do edifício eram a norma. A exposição mostrou o trem elétrico italiano ETR 200, que atingia a velocidade de 203 km/h.
As zonas foram distinguidas por cores, incluindo cores das paredes e matizes diferentes, bem como iluminação colorida. O Center Theme consistia em dois edifícios brancos monumentais chamados o Trylon (com 700 pés de altura) e o Perisphere, cujo acesso foi feito por escadas rolantes e a saída através de uma grande passarela curva chamada o Helicline. Dentro do Perisphere havia uma cidade do futuro modelo, que os visitantes viam por uma esteira rolante elevada. O Center Theme foi projetado pelo arquiteto Wallace Harrison e seu associado Max Abramovitz.
Somente o Trylon e o Perisphere eram completamente em branco, as avenidas que saiam do Center Theme foram projetadas com cores ricas. Por exemplo, as exibições e outros serviços ao longo das Avenue of Pioneers (Avenida dos Pioneiros) estavam em uma progressão de azuis, começando com matizes pálidos e terminando em azul-marinho. O efeito da iluminação criou uma atmosfera qualificada pelos visitantes de mágica. A feira foi a primeira demonstração pública de diversas tecnologias da iluminação que se tornariam comuns nas décadas futuras.

## Política de Boa Vizinhança
A Feira Mundial de Nova York foi o lugar certo para promover as relações de vizinhança entre os EUA e a América Latina. Colocado contra o pano de fundo de uma ameaça nazista crescente, a Feira Mundial foi uma tentativa de escapar da perspectiva iminente de guerra e promover a paz e a interdependência entre as nações, este era o lugar para redefinir os estereótipos latino-americanos negativos. Argentina, Brasil, Chile, Venezuela, Cuba, México, Nicarágua e a União Pan-Americana foram representados na Feira. Cada país aproveitou a oportunidade para mostrar o seu país e para torná-lo mais atraente para aqueles ao redor do mundo, especialmente nos Estados Unidos. Em sua tentativa de aumentar a consciência cultural na Feira Mundial, os países promoveram o turismo e se esforçaram para comparar-se aos Estados Unidos, em um esforço para agradar aos americanos.

## Curiosidades
- O nylon, após anos de desenvolvimento por Gerald Berchet e Wallace Carothers é anunciado ao público, na Feira Mundial de 1939, como uma nova "seda sintética".[4]

- Foi a inspiração da editora Marvel Comics para criar a Expo Stark na história do Homem de Ferro. A Feira Mundial aparece no filme Capitão América: O Primeiro Vingador; e como Expo Stark em Homem de Ferro 2.